# 아삼털토끼
아삼털토끼 또는 아삼토끼(Caprolagus hispidus)는 토끼목 토끼과에 속하는 포유류의 일종이다. 히말라야 남쪽 구릉 지대를 따라 이어지는 역사적 분포 지대인 남아시아의 토착종이다. 현재, 아삼털토끼의 서식지는 500km2 이하의 면적에서부터 약 5000~20000km2 이상을 차지하는 지역까지 크게 파편화되어 있다. 개간과 홍수 조절을 위한 치수 사업, 그리고 각종 개발 사업때문에 서식지가 감소함에 따라 개체수가 줄어드는 추세이다.

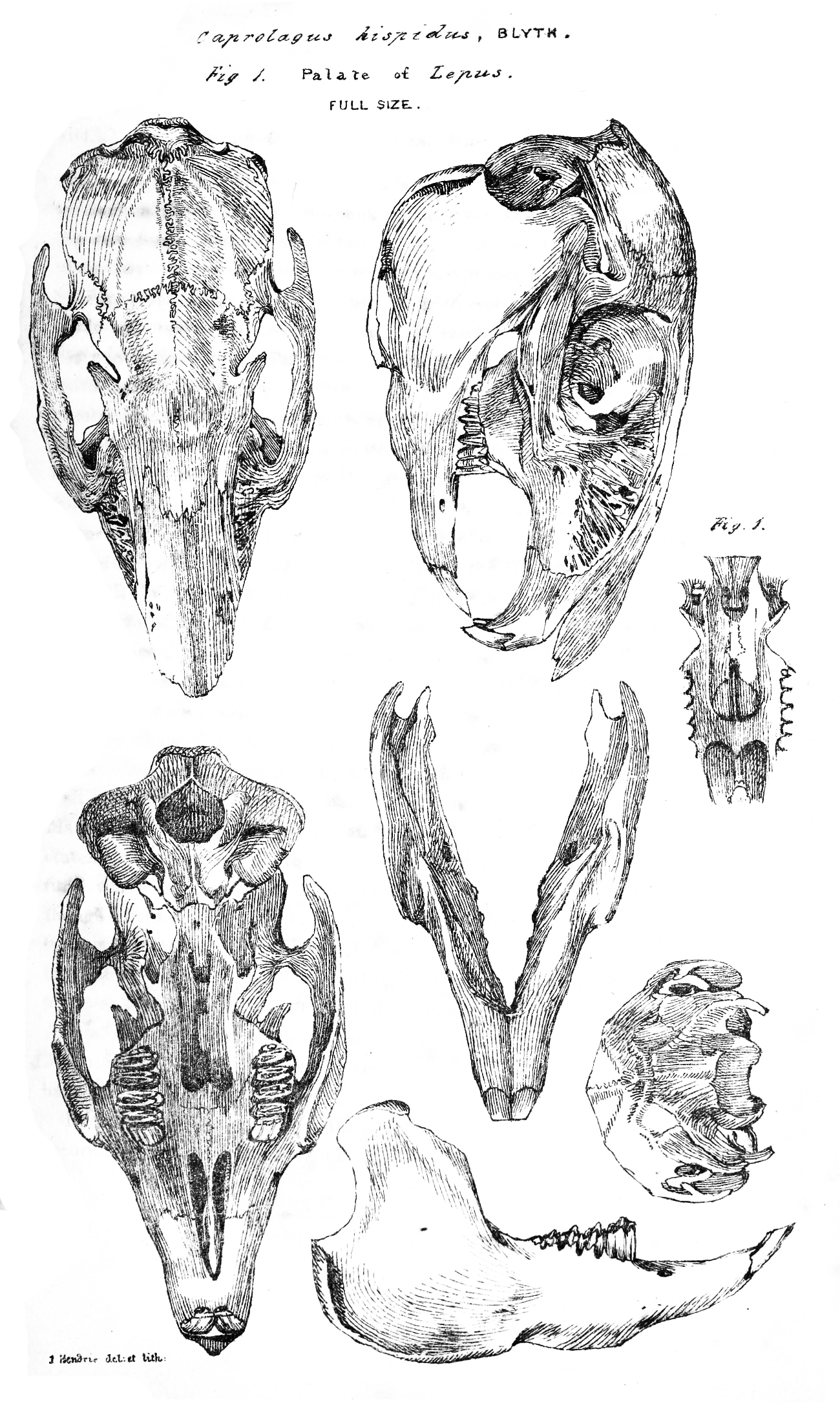
구개 구조